# Kraviansky park
Kraviansky park je chráněný areál v katastrálním území obce Kravany nad Dunajom v okrese Komárno v Nitranském kraji na Slovensku. Území bylo vyhlášeno v roce 1981 a jeho rozloha je 2,34 hektaru. Předmětem ochrany je park v sousedství středního odborného učiliště.